# عبس (مركز)
عبس  هو إحدى مراكز محافظة المجاردة. يقع المركز في أقصى الشمال الشرقي من المحافظة على مسافة 30 كيلاً، ويتاخم معه من الغرب والشمال مركز العرضية الجنوبية، ومن الشرق مركز السرح، ومن الجنوب مركز ختبة. وتسكن عبس أربعة قبائل وهم 1:ال عبيد 2: ال عمار 3: الحيد 4: الحصنة 
يقطن هذا المركز 3248 نسمة.